# Нерцвајлер
Нерцвајлер (њем. Nerzweiler) општина је у њемачкој савезној држави Рајна-Палатинат. Једно је од 98 општинских средишта округа Кузел. Према процјени из 2010. у општини је живјело 119 становника. Посједује регионалну шифру (AGS) 7336065.

## Географски и демографски подаци
Нерцвајлер се налази у савезној држави Рајна-Палатинат у округу Кузел. Општина се налази на надморској висини од 180 метара. Површина општине износи 2,1 km². У самом мјесту је, према процјени из 2010. године, живјело 119 становника. Просјечна густина становништва износи 56 становника/km².